# سماوي باهت
السماوي الباهت هو أحد تدرجات اللون الأزرق السماوي.